# Запис на Хиландарској завеси
Запис на хиландарској завеси извезла је Јелена као монахиња 1398/1399. док је живела са својом сродницом кнегињом Милицом, тада већ монахињом Евгенијом. Завеса је од црвеног свиленог атласа (144 x 118 цм). На њој је златном и сребрном жицом извезена композиција на којој Исус у архијерејској одежди служи служби са св. Василијем Великим и св. Јованом Златоустим. Поред књижевне вредности ова завеса за царске двери у Хиландару има велики значај и за српски уметнички вез.
Јефимија или Јелена Мрњавчевић била је кћи угледног властелина у држави цара Душана, кесара Војихне, а пре замонашења била је жена деспота Угљеше. Сматра се и првом женом, писцем у Србији и њена три дела од којих је једно Запис на Хиландарској завеси се сматрају најзначајнијим делима српске средњовековне књижевности.
После погибије мужа у Маричкој бици 1371. године, замонашила се и прешла у Србију. Живела је на двору кнеза Лазара и ту је била очевидац косовског страдања и Лазареве смрти.

## Запис
Од прљавих усана, од мрскога срца,
од нечистог језика, о Христе мој,
и не одгурни мене, рабу своју,
ни јарошћу твојом, господе,
изобличи мене у часу смрти моје,
ни гневом твојим казни мене
у дан доласка твога,
јер пре суда твога, господе,
осуђена сам свешћу мојом;
ниједна надежда није у мени
за спасење моје, ако милосрђе твоје не победи множину безакоња мојих.
Зато те молим, незлобиви господе,
ни мало ово приношење не одгурни,
које приносим светоме храму
пречисте твоје матере
и надежде моје,
Богородици Хиландарској,
јер веру примих удовичину,
која ти принесе две лепте, господе,
тако и ја ово принесох,
недостојна раба твоја о владичице,
Јефимија монахиња, кћи господина ми
ћесара Војихне, који лежи овде,
негда деспотица.
И приложи се ова катапетазма
храму пресвете Богородице Хиландарске
године 6000 и 970 (= 1398/99),
индикта 8.
И ко ће је однети од храма
пресвете Богородице Хиландарске,
да је одлучен од јединосушне
и неразделиме Тројице,
и да му је супарница
пречиста Богомати Хиландарска
у дан страшног испитивања, амин.